# Anna de Polònia
Anna de Polònia (polonès: Anna Jagiellonka)  (Cracòvia, 18 d'octubre de 1523 - Varsòvia, 9 de setembre de 1596) va ser la Reina de Polònia i Duquessa de Lituània entre 1575 i 1586. Era filla de Segimon el Vell i de Bona Sforza, d'origen italià. Va casar-se amb Esteve Bathory I l'any 1576, duc de Transsilvània, i, juntament amb ell, va ser coronada a Cracòvia. Un cop vídua, va ser decisiva en l'elecció del seu successor, el seu nebot Segimon III Vasa, en el que suposaria l'inici de la Dinastia Vasa.